# Natação no Campeonato Mundial de Esportes Aquáticos de 2011 - 200 m medley masculino
A prova dos 200 metros medley masculino da natação no Campeonato Mundial de Esportes Aquáticos de 2011 ocorreu nos dias 27 de julho e 28 de julho no Shanghai Oriental Sports Center  em Xangai.

## Recordes
Antes desta competição, os recordes mundiais e do campeonato nesta prova eram os seguintes:
| Tipo                  | Atleta      | Tempo   | Local | Data                |
| --------------------- | ----------- | ------- | ----- | ------------------- |
|                       | Ryan Lochte | 1:54.10 | Roma  | 30 de julho de 2009 |
| Recorde do campeonato | Ryan Lochte | 1:54.10 | Roma  | 30 de julho de 2009 |

O seguinte registo foi estabelecido durante a competição:
| Data        | Prova | Nadador     | Nacionalidade  | Tempo   | WR              | CR                    |
| ----------- | ----- | ----------- | -------------- | ------- | --------------- | --------------------- |
| 28 de julho | Final | Ryan Lochte | Estados Unidos | 1:54.00 | Recorde mundial | Recorde do campeonato |

## Medalhistas
| Ouro              | Prata                | Bronze            |
| Ryan Lochte (USA) | Michael Phelps (USA) | László Cseh (HUN) |

## Resultados

### Eliminatórias
48 nadadores de 39 nações participaram da prova. Os 16 melhores competidores se classificaram para as semifinais.
| Pos. | Bateria | Raia | Nadador             | Nacionalidade  | Tempo   | Notas            |
| ---- | ------- | ---- | ------------------- | -------------- | ------- | ---------------- |
| 1    | 4       | 4    | Thiago Pereira      | Brasil         | 1:57.82 | Q                |
| 2    | 4       | 1    | Dávid Verrasztó     | Hungria        | 1:58.69 | Q                |
| 3    | 4       | 7    | Kenneth To          | Austrália      | 1:59.02 | Q                |
| 4    | 6       | 4    | Ryan Lochte         | Estados Unidos | 1:59.04 | Q                |
| 5    | 4       | 5    | Markus Rogan        | Áustria        | 1:59.22 | Q                |
| 6    | 6       | 2    | Yuya Horihata       | Japão          | 1:59.25 | Q                |
| 7    | 6       | 1    | Vytautas Janušaitis | Lituânia       | 1:59.43 | Q,               |
| 8    | 5       | 4    | Michael Phelps      | Estados Unidos | 1:59.48 | Q                |
| 9    | 4       | 2    | Diogo Carvalho      | Portugal       | 1:59.51 | Q,               |
| 10   | 4       | 3    | Henrique Rodrigues  | Brasil         | 1:59.54 | Q                |
| 11   | 5       | 5    | James Goddard       | Reino Unido    | 1.59.68 | Q                |
| 12   | 4       | 8    | Marcin Cieslak      | Polónia        | 1:59.77 | Q,               |
| 13   | 6       | 5    | László Cseh         | Hungria        | 1:59.80 | Q                |
| 14   | 5       | 6    | Darian Townsend     | África do Sul  | 1:59.97 | Q                |
| 15   | 6       | 7    | Gal Nevo            | Israel         | 1:59.98 | Q                |
| 16   | 6       | 6    | Jan David Schepers  | Alemanha       | 1:59.99 | Q                |
| 17   | 5       | 8    | Bradley Ally        | Barbados       | 2:00.03 |                  |
| 18   | 5       | 2    | Wang Shun           | China          | 2:00.12 |                  |
| 19   | 6       | 3    | Joe Roebuck         | Reino Unido    | 2:00.42 |                  |
| 20   | 3       | 1    | Raphael Stacchiotti | Luxemburgo     | 2:00.87 | Recorde nacional |

| Ver o restante da classificação | Ver o restante da classificação | Ver o restante da classificação | Ver o restante da classificação | Ver o restante da classificação | Ver o restante da classificação | Ver o restante da classificação |
| Pos.                            | Bateria                         | Raia                            | Nadador                         | Nacionalidade                   | Tempo                           | Notas                           |
| ------------------------------- | ------------------------------- | ------------------------------- | ------------------------------- | ------------------------------- | ------------------------------- | ------------------------------- |
| 21                              | 3                               | 2                               | Andrew Ford                     | Canadá                          | 2:00.92                         |                                 |
| 22                              | 5                               | 3                               | Markus Deibler                  | Alemanha                        | 2:00.99                         |                                 |
| 23                              | 3                               | 4                               | Marcin Tarczyński               | Polónia                         | 2:01.14                         |                                 |
| 24                              | 3                               | 7                               | Taki Mrabet                     | Tunísia                         | 2:01.44                         |                                 |
| 25                              | 5                               | 7                               | Simon Sjödin                    | Suécia                          | 2:01.60                         |                                 |
| 26                              | 3                               | 3                               | Martin Liivamägi                | Estónia                         | 2:01.88                         |                                 |
| 27                              | 2                               | 6                               | Jung Won-Yong                   | Coreia do Sul                   | 2:02.50                         |                                 |
| 28                              | 2                               | 5                               | Aleksey Derlyugov               | Uzbequistão                     | 2:03.30                         |                                 |
| 29                              | 2                               | 4                               | Pavel Sankovich                 | Bielorrússia                    | 2:03.52                         |                                 |
| 30                              | 3                               | 8                               | Nikša Roki                      | Croácia                         | 2:03.89                         |                                 |
| 31                              | 6                               | 8                               | Federico Turrini                | Itália                          | 2:04.35                         |                                 |
| 32                              | 2                               | 3                               | Omar Pinzón                     | Colômbia                        | 2:04.38                         |                                 |
| 33                              | 3                               | 6                               | Zhang Fenglin                   | China                           | 2:04.49                         |                                 |
| 34                              | 4                               | 6                               | Mitch Larkin                    | Austrália                       | 2:04.57                         |                                 |
| 35                              | 1                               | 4                               | Morad Berrada                   | Marrocos                        | 2:06.90                         | Recorde nacional                |
| 36                              | 1                               | 3                               | Hocine Haciane                  | Andorra                         | 2:07.14                         |                                 |
| 37                              | 1                               | 1                               | Irakli Bolkvadze                | Geórgia                         | 2:07.29                         |                                 |
| 38                              | 2                               | 1                               | Vasilii Danilov                 | Quirguistão                     | 2:08.68                         |                                 |
| 39                              | 1                               | 6                               | Rafael Ferracuti                | El Salvador                     | 2:09.16                         |                                 |
| 40                              | 2                               | 8                               | Branden Whitehurst              | Ilhas Virgens Americanas        | 2:09.58                         |                                 |
| 41                              | 2                               | 7                               | Saeed Ashtiani                  | Irão                            | 2:09.81                         |                                 |
| 42                              | 1                               | 5                               | Pavol Jelenak                   | Eslováquia                      | 2:10.15                         |                                 |
| 43                              | 1                               | 7                               | Eli Ebenezer Wong               | Marianas Setentrionais          | 2:10.18                         |                                 |
| 44                              | 1                               | 2                               | Edwin Angjeli                   | Albânia                         | 2:10.27                         | Recorde nacional                |
| 45                              | 2                               | 2                               | Ensar Hajder                    | Bósnia e Herzegovina            | 2:11.99                         |                                 |
| 46                              | 1                               | 8                               | Paul Elaisa                     | Fiji                            | 2:20.73                         |                                 |
| 47                              | 5                               | 1                               | Alexander Tikhonov              | Rússia                          |                                 | DSQ                             |
| 48                              | 3                               | 5                               | Dinko Jukić                     | Áustria                         |                                 | DNS                             |

### Semifinal
Estes são os resultados das semifinais.

#### Semifinal 1
| Pos. | Raia | Nadador            | Nacionalidade  | Tempo   | Notas |
| ---- | ---- | ------------------ | -------------- | ------- | ----- |
| 1    | 5    | Ryan Lochte        | Estados Unidos | 1:56.74 | Q     |
| 2    | 6    | Michael Phelps     | Estados Unidos | 1:57.26 | Q     |
| 3    | 3    | Yuya Horihata      | Japão          | 1:59.47 | Q     |
| 4    | 1    | Darian Townsend    | África do Sul  | 1:59.49 |       |
| 5    | 8    | Jan David Schepers | Alemanha       | 1:59.83 |       |
| 6    | 2    | Henrique Rodrigues | Brasil         | 2:00.04 |       |
| 7    | 4    | Dávid Verrasztó    | Hungria        | 2:00.05 |       |
| 8    | 7    | Marcin Cieslak     | Polónia        | 2:01.65 |       |

#### Semifinal 2
| Pos. | Raia | Nadador             | Nacionalidade | Tempo   | Notas |
| ---- | ---- | ------------------- | ------------- | ------- | ----- |
| 1    | 1    | László Cseh         | Hungria       | 1:57.66 | Q     |
| 2    | 3    | Markus Rogan        | Áustria       | 1:57.74 | Q,    |
| 3    | 4    | Thiago Pereira      | Brasil        | 1:58.27 | Q     |
| 4    | 7    | James Goddard       | Reino Unido   | 1:58.50 | Q     |
| 5    | 5    | Kenneth To          | Austrália     | 1:59.17 | Q     |
| 6    | 6    | Vytautas Janušaitis | Lituânia      | 1:59.51 |       |
| 7    | 8    | Gal Nevo            | Israel        | 1:59.67 |       |
| 8    | 2    | Diogo Carvalho      | Portugal      | 1:59.80 |       |

### Final
Estes são os resultados da final.
| Pos.              | Raia | Nadador        | Nacionalidade  | Tempo   | Notas           |
| ----------------- | ---- | -------------- | -------------- | ------- | --------------- |
| Medalha de ouro   | 4    | Ryan Lochte    | Estados Unidos | 1:54.00 | Recorde mundial |
| Medalha de prata  | 5    | Michael Phelps | Estados Unidos | 1:54.16 |                 |
| Medalha de bronze | 3    | László Cseh    | Hungria        | 1:57.69 |                 |
| 4                 | 7    | James Goddard  | Reino Unido    | 1:57.79 |                 |
| 5                 | 6    | Markus Rogan   | Áustria        | 1:58.14 |                 |
| 6                 | 2    | Thiago Pereira | Brasil         | 1:59.00 |                 |
| 7                 | 1    | Kenneth To     | Austrália      | 1:59.26 |                 |
| 8                 | 8    | Yuya Horihata  | Japão          | 1:59.52 |                 |

Legenda
| Recorde mundial       | Recorde mundial (World record)               |                       | Recorde africano                      | Recorde africano (African) |                                           | Q | Classificado por posição (Qualified) |
| Recorde do campeonato | Recorde do campeonato (Championship record)  | Recorde da América    | Recorde da América (Americas)         | q                          | Classificado por melhor tempo (Qualified) |   |                                      |
| Melhor marca do ano   | Melhor marca do ano (World leading)          | Recorde asiático      | Recorde asiático (Asian)              | DNS                        | Não largou (Did not start)                |   |                                      |
| Recorde nacional      | Recorde nacional (National record)           | Recorde europeu       | Recorde europeu (European)            | DNF                        | Não terminou (Did not finish)             |   |                                      |
| Recorde pessoal       | Recorde pessoal do atleta (Personal best)    | Recorde da Oceania    | Recorde da Oceania (Oceania)          | DSQ / DQ                   | Desclassificado (Disqualified)            |   |                                      |
| Recorde da temporada  | Recorde da temporada do atleta (Season best) | Recorde sul-americano | Recorde sul-americano (South America) | NM                         | Sem marca (No mark)                       |   |                                      |